# IC 688
IC 688 ist eine spiralförmige Zwerggalaxie vom Hubble-Typ Sab im Sternbild Becher südlich des Himmelsäquators. Sie ist schätzungsweise 67 Millionen Lichtjahre von der Milchstraße entfernt.
Das Objekt wurde am 9. Januar 1889 von dem US-amerikanischen Astronomen Ormond Stone entdeckt.